# Crniče
Crniče je naseljeno mjesto u općini Bugojno, Federacija Bosne i Hercegovine, BiH.

## Povijest
Selo je stradalo u bošnjačko-hrvatskom sukobu. Dana 26. srpnja 1993. iz sela Udurlija, Luga, Čaušlija, Bristova, Rosulja, Kule i Vučipolja, Hrvati su se okupili u Crniču, odakle su preko sela Mračaja i Kupresa pošli ka Hercegovini, Hrvatskoj i dalje u svijet. Pripadnici Armije BiH su poslije bitke kuće i gospodarske zgrade u vlasništvu Hrvata spalili ili minirali.

## Stanovništvo

### 1991.
Nacionalni sastav stanovništva 1991. godine, bio je sljedeći:
ukupno: 470
- Hrvati - 375
- Muslimani - 86
- Srbi - 2
- Jugoslaveni - 3
- ostali, neopredijeljeni i nepoznato - 4

### 2013.
Nacionalni sastav stanovništva 2013. godine, bio je sljedeći:
ukupno: 223
- Hrvati -  158
- Bošnjaci - 64
- ostali, neopredijeljeni i nepoznato - 1